# Jan Arnošt Smoler
Jan Arnošt Smoler (Merzdorf, 1816-Budysin 1884) fue un escritor y gramático alemán en lengua sóraba.
El 1846 fundó en Bautzen la sociedad cultural y literaria Macica Serbska, que en 1848 evolucionará hacia Towarstwo Macicy Serbske, con cinco secciones dedicadas a la lingüística, historia y arqueología, literatura y ciencias, que publicará la revista Casopis Towarstwo Macicy Serbske (Revista de la matriz sóraba) y que hasta 1880 no abrirá una sección en Cottbus.

## Obra
- Pjesnicki hornych a del’nych Luziskich Serbow (Cantos populares sórabos alto y bajo, 1842-1844, antología de poemas populares)

- Datos: Q65559
- Multimedia: Jan Arnošt Smoler / Q65559